# Dirk Bus

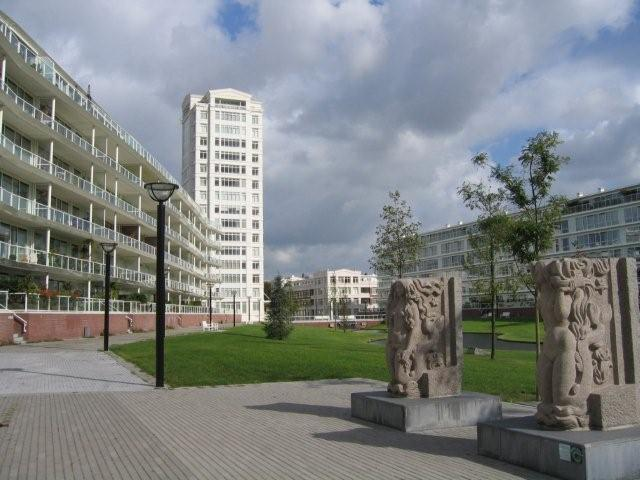
Burg. de Monchyplein, Den Haag

Dirk Bus (* 5. Dezember 1907 in Den Haag, Niederlande; † 10. Juni 1978 ebenda) war ein niederländischer Bildhauer.

## Leben und Werk
Dirk Bus wurde an der Koninklijke Academie van Beeldende Kunsten in Den Haag und an der Rijksakademie van beeldende kunsten in Amsterdam ausgebildet. Er war Kunststudent bei Bon Ingen-Housz und Jan Bronner und Dozent für Bildhauerei an der Vrije Academie und an der Haagse Academie. Bus hatte zahlreiche bekannte Schüler, unter anderem den Bildhauer Kees Verkade.
Bus war jahrelang Vorsitzender des Kunstvereins Pulchri Studio und führte den Nederlandse Kring van Beeldhouwers Amsterdam (deutsch: Kreis der Niederländischen Bildhauer von Amsterdam). Er war Mitgründer der Künstlergruppe Verve in Den Haag. Er förderte zahlreiche Bildhaueraufträge in Den Haag.

## Werk (Auswahl)
- Kriegerdenkmal (Relief) auf dem Begraafplaats Jaffa in Delft
- Ornamente an der Fassade des Rathauses für den Bürgermeister De Monchyplein (heute im Stadtpark) in Den Haag
- Jan Pieterszoon Sweelinck auf dem Sweelinckplein in Den Haag
- Europa in der Hofzichtlaan in Den Haag
- Büste von Jacobus van 't Hoff
- 'Vrouw' (1965), Zuidwerfplein in Den Haag
- 'Gezins- en kinderverzorgster'  (1957) im Westbroekpark.
- 'Monument Grenadiers en Jagers' (1951), Böttgerwater in Den Haag-Ypenburg (vormals Johan de Wittlaan)

## Fotogalerie

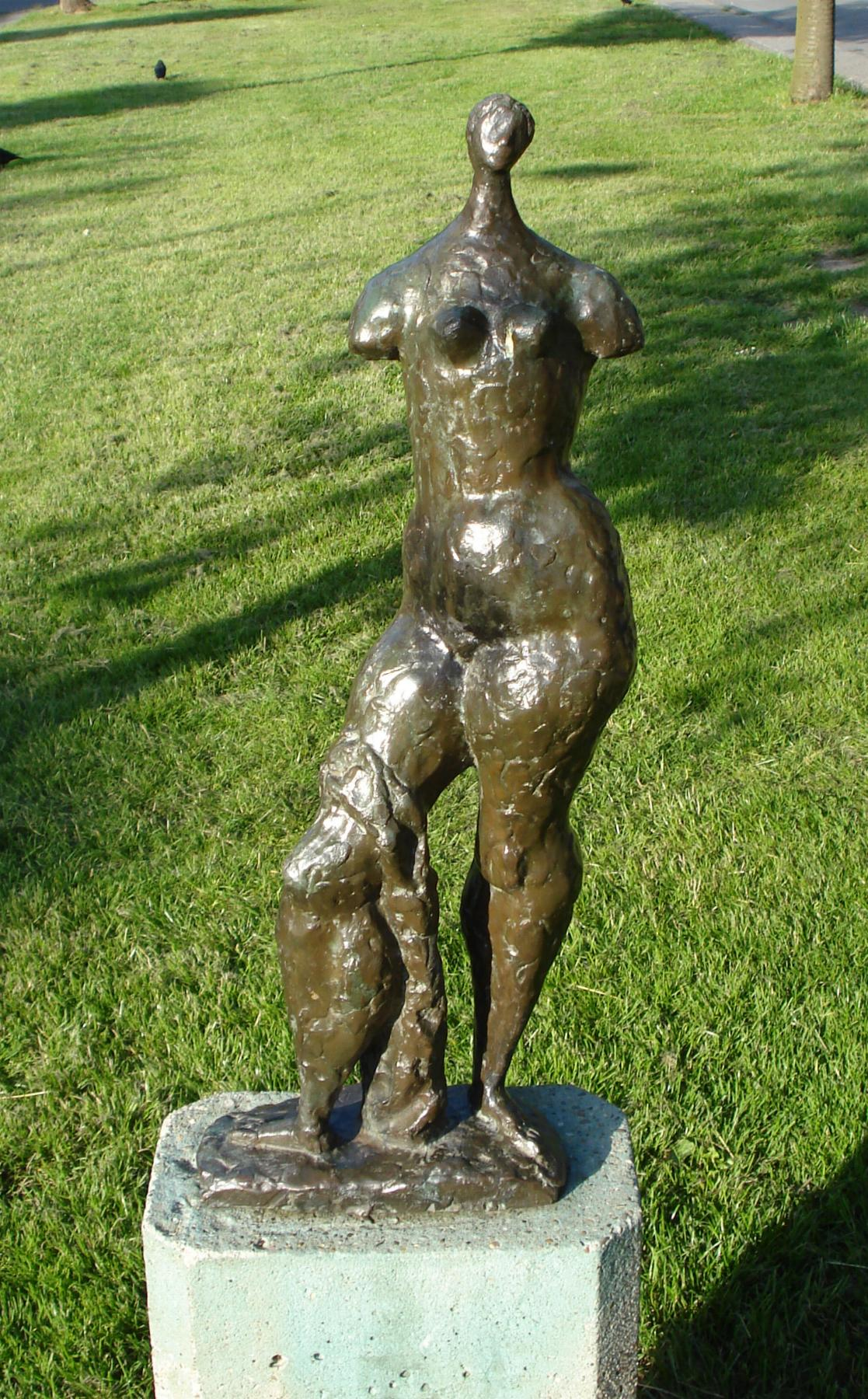
Vrouw (1965), Zuidwerfplein in Den Haag
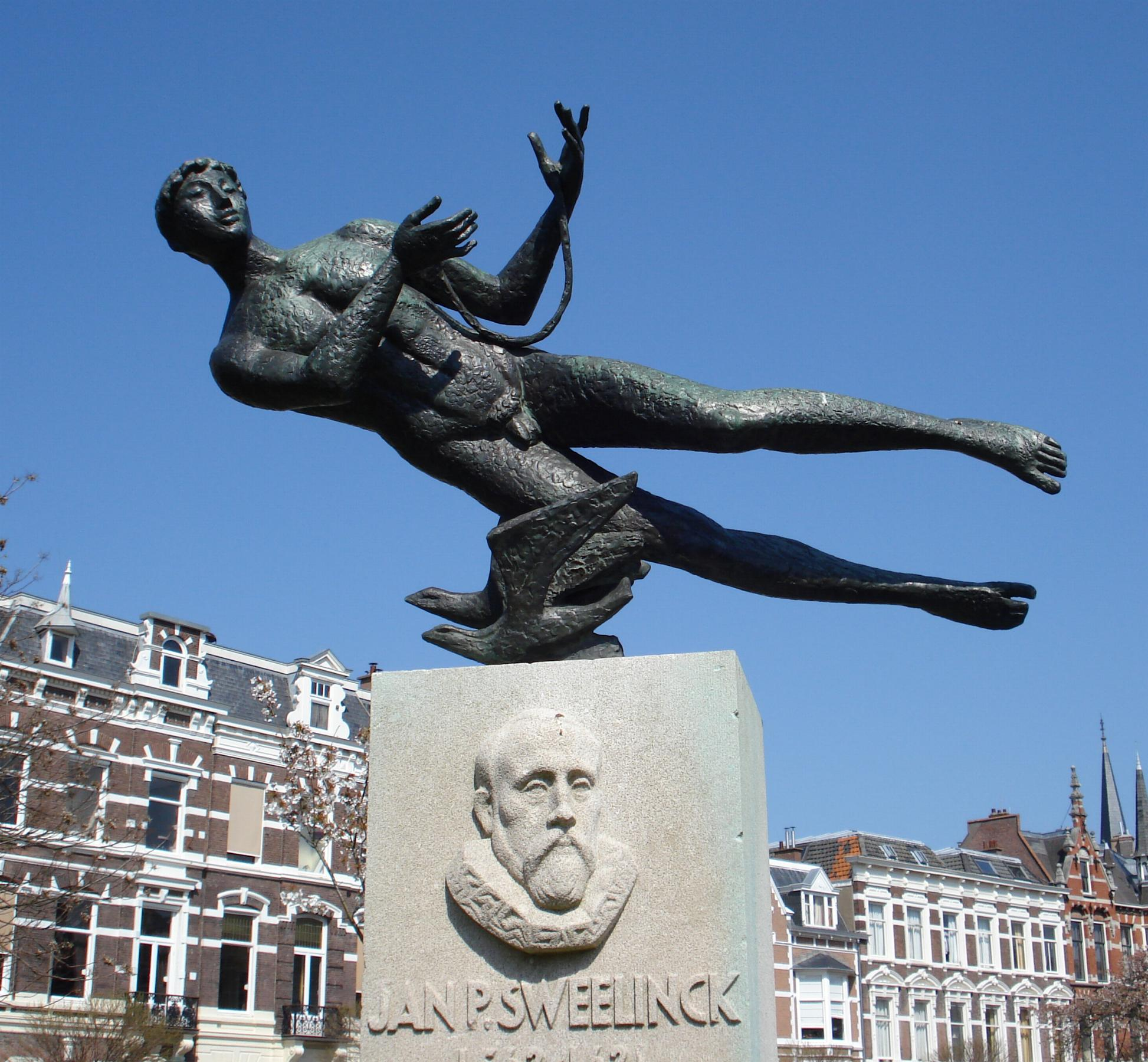
Jan Pieterszoon Sweelinck, Sweelinckplein in Den Haag
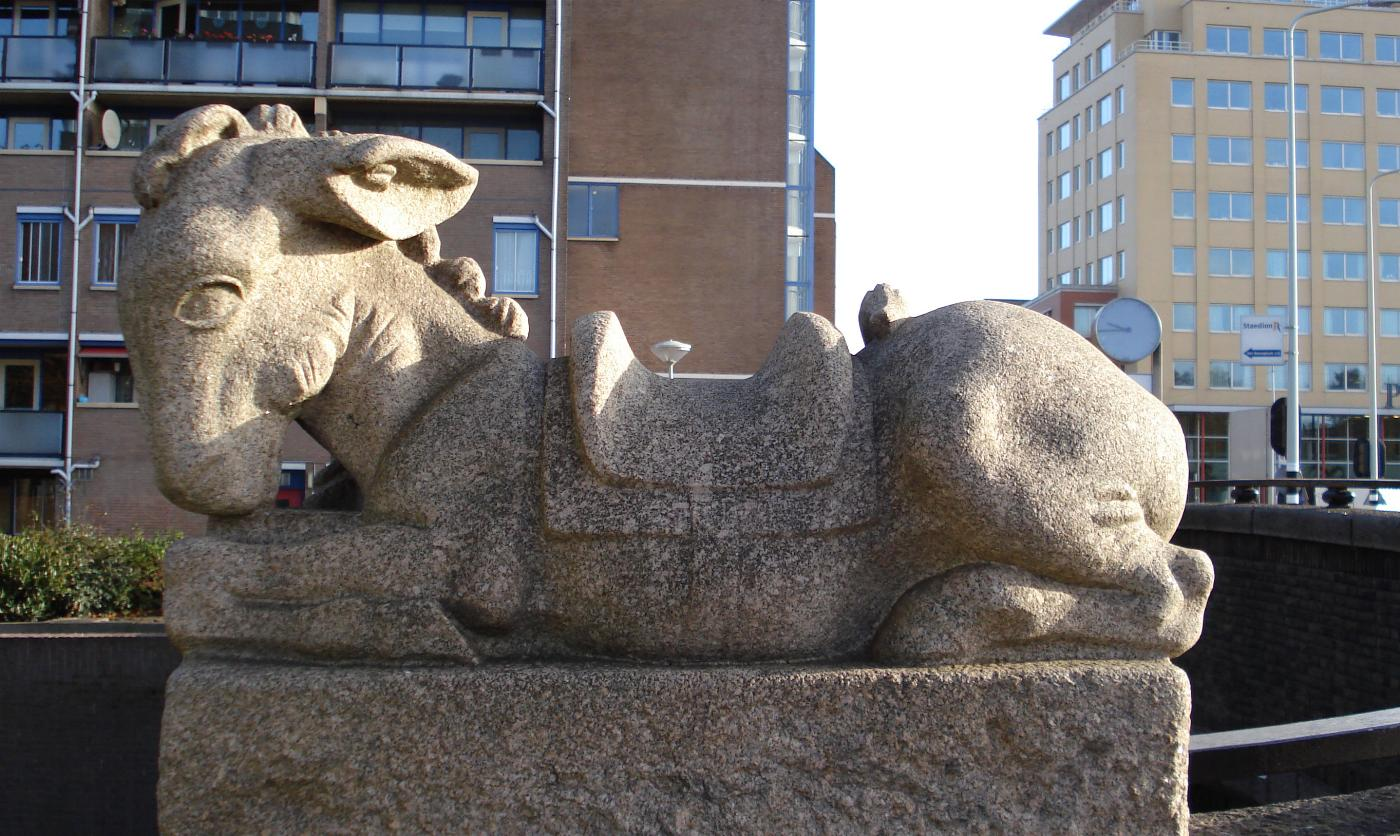
Ezel, Lijnbaan in Den Haag
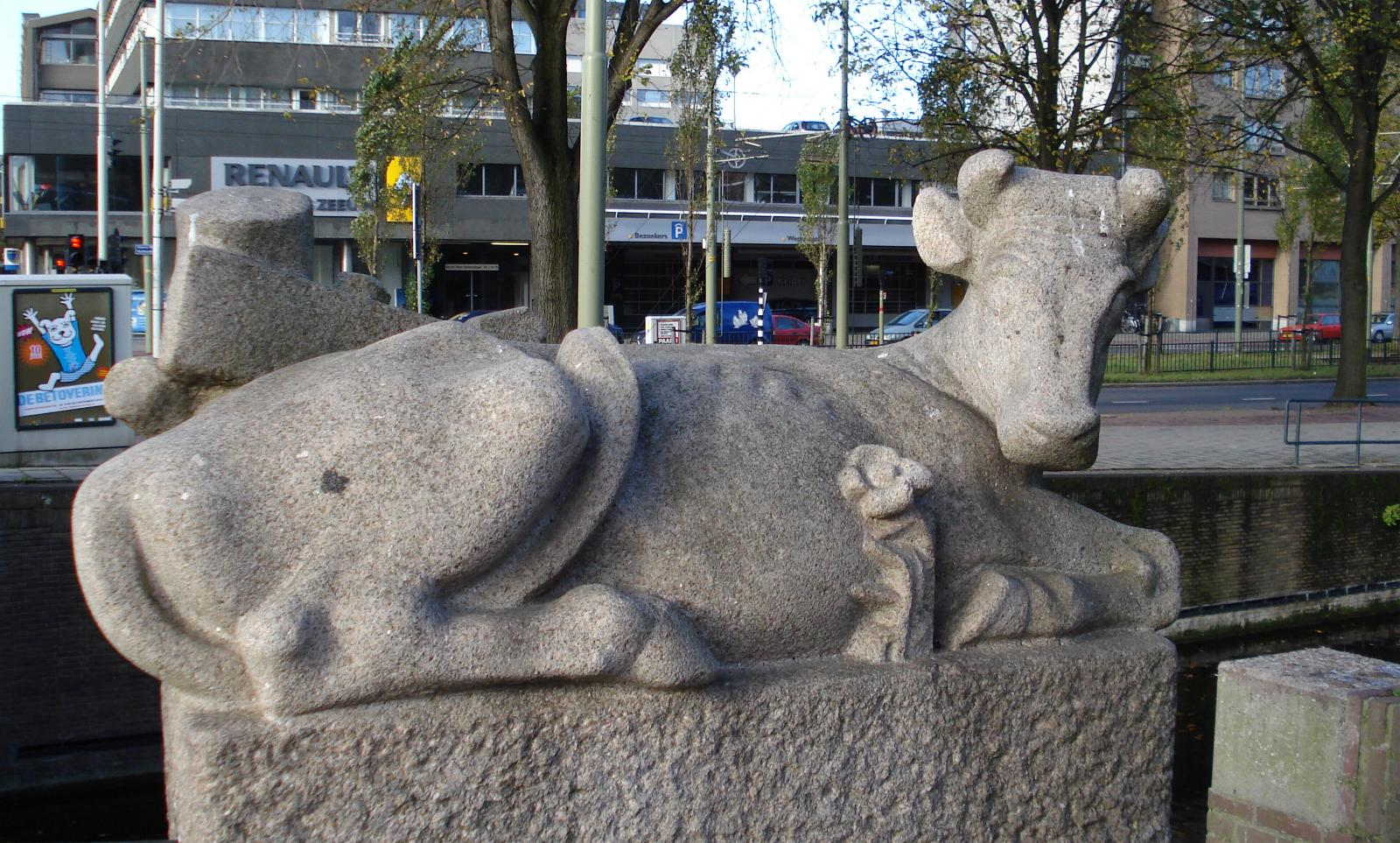
Koe, Lijnbaan in Den Haag
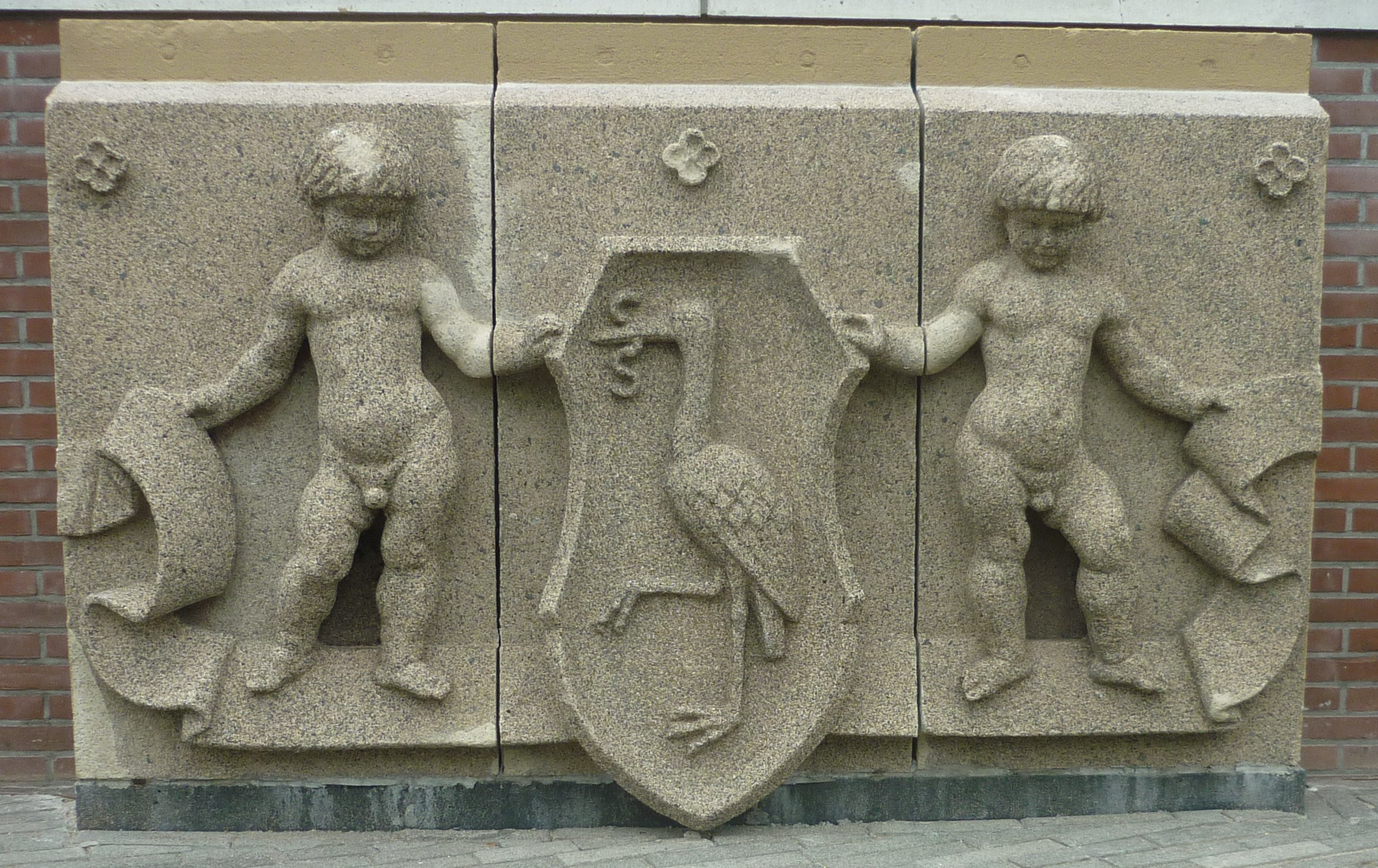
Stadtwappen, Burg de Monchyplein in Den Haag